# マイク・ダーント
マイク・ダーント (Mike Dirnt, 本名 Michael Ryan Prichard)は、アメリカのパンクバンド、グリーン・デイのベーシスト。アメリカ合衆国のフロリダ州オーランド出身。

## 来歴
10代で両親との別離などを経験する。
小学生時代には、いつも頻繁にエア・ベースで弦を弾く真似をしていた。「Dirnt」とは、その音を「dirnt, dirnt, dirnt」と口真似していると、クラスメイトに「Mike "Dirnt"」とあだ名にされたのが由来。
1982年、後にグリーン・デイで活動を共にするビリー・ジョー・アームストロングと出会い、グリーン・デイの原型となるバンド、スウィート・チルドレン (Sweet Children)を結成。結成当時は、別にベース担当のメンバーがいたため、ギターを担当していた。
また、グリーン・デイでは「J.A.R. (Jason Andrew Relva)」などを作曲しているほか、一部の曲ではリードボーカルも担当している。
コーラス・ワークには定評がある。

## 使用楽器
- フェンダー・プレシジョンベース
- フェンダー・ジャズベース
- ギブソン・G-3ベース

なお、フェンダー傘下のスクワイアから、シグネイチャーモデルのプレシジョンベースが発売されている。